# Maria Koepcke
Maria Koepcke  (Leipzig in Duitsland, 15 mei 1924 – omgeving Puerto Inca in Peru, circa 24 december 1971) was een Duits/Peruaanse vogelkundige. Haar geboortenaam was Maria von Mikulicz-Radecki en haar naam wordt soms als Maria Köpcke geschreven. Zij was een van de 91 slachtoffers van de vliegramp LANSA-vlucht 508. Haar dochter Juliane Koepcke was de enige overlevende.

## Biografie

### Studie en emigratie naar Peru
Maria von Mikulicz-Radecki groeide op in Duitsland en studeerde biologie aan de Universiteit van Kiel. Zij promoveerde in 1949 op een onderzoek naar patronen en kleuring van het verenkleed wilde en gedomesticeerde duiven. Ze verliet Duitsland in 1950 en emigreerde naar Peru, waar ze in datzelfde jaar trouwde met de zoöloog Hans-Wilhelm Koepcke. Zij hadden samen gestudeerd in Kiel. Aanvankelijk werkte ze, net als haar echtgenoot, bij de Museo de Historia Natural der Universidad Nacional Mayor de San Marcos in Lima, waar ze leiding gaven aan de afdeling vogel- en zoogdierkunde.
Ze werkten nauw samen en publiceerden ook samen; zij schreven onder andere Las Aves de Importancia Económica del Perú, dat door het Peruaanse ministerie van Landbouw tussen 1963 en 1971 werd uitgegeven. Het echtpaar kreeg in 1954 een dochter, Juliane Koepcke. In 1968 richtten zij midden in het regenwoud van Peru het onderzoekstation Panguana op, vernoemd naar de marmertinamoe (Crypturellus undulatus). Bijzonder aan Maria is dat zij zich als vrouw kon profileren als internationaal erkend deskundige op het gebied van de vogels van het Neotropisch gebied, in de door mannen sterk gedomineerde wereld van de ornithologie van Zuid-Amerika.

### Slachtoffer vliegramp
Maria kreeg grote bekendheid omdat ze slachtoffer was van de vliegramp met LANSA-vlucht 508 op 24 december 1971, vooral omdat haar dochter Juliane de enige overlevende was. Deze ramp kostte 91 mensen het leven. Juliane liep, waadde en zwom dagenlang door het oerwoud van Peru richting menselijke bewoning. Haar onwaarschijnlijke avontuur trok enorm veel media-aandacht. Pas in 2011 schreef ze daarover zelf een boek met de titel „Als ich vom Himmel fiel“.
Wat er tijdens de ramp met Maria is gebeurd, is nooit goed duidelijk geworden, ondanks grote inspanningen van haar man. Mogelijk was ze na het neerstorten van het vliegtuig, net als haar dochter, nog in leven en stierf ze twee weken later. De doodsoorzaak is nooit onderzocht. Op 12 januari trof haar man in een fabriekshal in Pucallpa, die tijdelijk dienst deed als ruimte waar de slachtoffers konden worden geïdentificeerd, een betrekkelijk gaaf lichaam. Aan de hand van het gebit van de onderkaak werd ze   met zekerheid geïdentificeerd. Deze waarneming is bevestigd door een Peruaanse arts die zorg droeg voor de verzending van het lichaam naar Duitsland waar ze zou worden begraven in Aufkirchen aan de  Starnberger See. Toen lijkschouwers in München een uitgebreide autopsie wilden uitvoeren, troffen ze alleen de onderkaak en wat botten van een andere persoon. Volgens haar dochter is het lichaam van haar moeder, samen met de andere slachtoffers op 24 januari bijgezet in het mausoleum Alas de Esperanza in Pucallpa.
Juliane vertrok in 1972 naar Duitsland en ging net als haar ouders biologie studeren. Zij specialiseerde zich in de bestudering van vleermuizen. Haar vader Hans-Wilhelm vertrok in 1974 naar Duitsland en werd docent dierkunde aan de Universiteit Hamburg.

## Werk/nalatenschap
Zij is de soortauteur van zes soorten vogels waaronder de witwangcotinga (Zaratornis stresemanni) en bovendien beschreef ze daarnaast nog tien nieuwe ondersoorten. Als eerbetoon zijn zeker vijf diersoorten naar haar vernoemd waaronder de Maria Koepckes schreeuwuil (Megascops koepckeae).
Ter ere van Maria looft de projectgroep "Ornithologische Sammlungen" van het Deutsche Ornithologen-Gesellschaft sinds 2007 de Maria-Koepcke-Prijs uit voor verdienstelijk onderzoek aan vogels dat het werk in het veld en het werk aan museumcollecties met elkaar verbindt.

### Publicaties (alleen boeken[2])
- 1952 Sobre el proceso de transformacion de la materia organica en las playas arenosas marinas del Peru
- 1953 Contribucion al conocimiento de la forma de vida de Ocypode Gaudichaudii Milne Edwards et Lucas (Decapoda, Crust.)
- 1954 Costa, vertientes occidentales y región altoandina
- 1961 Corte ecológico transversal en los Andes del Perú central con especial consideración de las aves
- 1961 Birds of the western slope of the Andes of Peru
- 1963- 1971 Las aves silvestres de impotancia económica del Peru samen met echtgenoot H. W. Koepcke
- 1964 Corte ecologico transversal en los Andes del Peru central con especial consideracion de las aves
- 1970 The birds of the Department of Lima, Peru

- Gemeinsame Normdatei: 104814411
- International Standard Name Identifier: 0000 0000 5837 2414
- Library of Congress Control Number: n83199128
- Nationale Bibliotheek van Israël: 987007384448805171
- Nederlandse Thesaurus van Auteursnamen: 189823445
- Système universitaire de documentation: 167444441
- Virtual International Authority File: 37359472
- WorldCat: E39PBJvXjgDkdbhwGqkPtFyDbd